# Source de la Reine

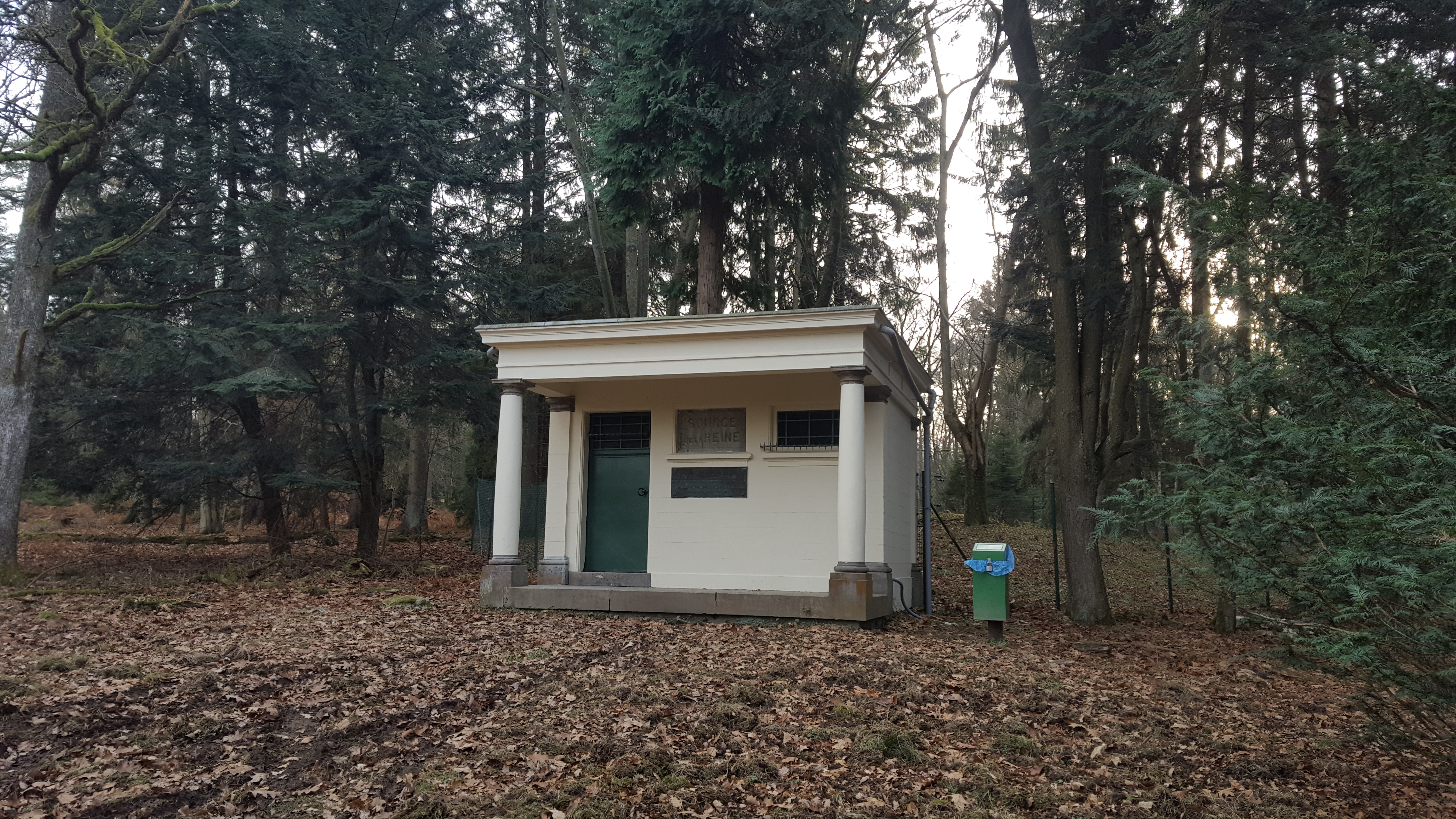
La source de la Reine.

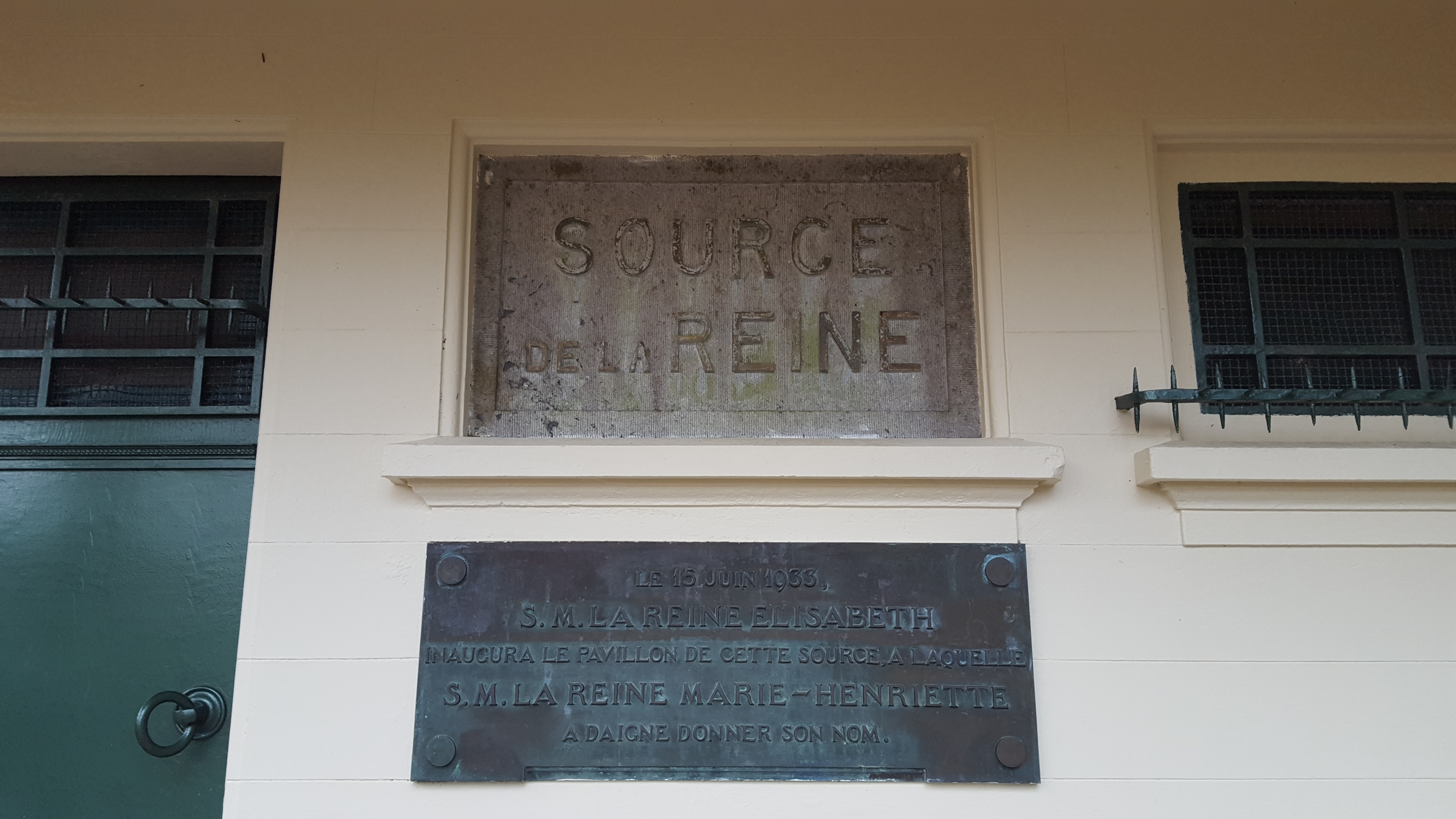
La source de la Reine (plaque commémorative).

La source de la Reine est une source de la commune et ville de Spa située en Ardenne belge. Elle doit son nom à Marie-Henriette de Habsbourg-Lorraine, deuxième reine des belges.

## Situation
La source de la Reine se situe en milieu boisé à environ 200 m de la route nationale 62 Spa-Francorchamps appelée localement rue de la Sauvenière. Elle se trouve en dessous de l'aérodrome de Spa-La Sauvenière et de la fagne de Malchamps. La source de la Sauvenière jaillit à environ 500 m plus au nord.
La source de la Reine ne doit pas être confondue avec la source Marie-Henriette située à Nivezé près du lac de Warfaaz.

## Histoire
Le lieu de la source est matérialisé par un petit pavillon construit en 1921 et 1922 et inauguré en 1933 par la reine Élisabeth. Une inscription sur ce pavillon relate cet événement : « Le 15 juin 1933, S.M. La Reine Élisabeth inaugura le pavillon de cette source, à laquelle S.M. La Reine Marie-Henriette a daigné donner son nom. »

## Propriétés
Cette source produit l'eau minérale commercialisée sous le nom de Spa Reine. Contrairement aux eaux issues d'autres sources plus ferrugineuses, l'eau de la source de la Reine ne passe que quelques années sous terre avant de ressurgir. Elle traverse le sous-sol tourbeux de la fagne de Malchamps avant de rencontrer les roches cambriennes supérieures du socle ardennais.
Très pauvre en sels minéraux, elle est utilisée comme boisson (Spa Reine) pour éliminer les toxines et favoriser la prévention de l’arthritisme et de l’hypertension et en cure pour la réhydratation, pour un régime diététique pauvre en sodium ou pour une cure de diurèse.
En outre, elle a une teneur en magnésium d'1 mg/litre, en sodium de  3 mg/litre et en potassium de 0,5 mg/litre.